# Kruško polje
Kruško polje je jedno od najviših krških polja u Bosni i Hercegovini. Nalazi se kod Livna.
Pripada porječju Cetine, a dno mu se nalazi na 1186 metara nadmorske visine. Prostire se na 3,64 km2 površine. Nije plavno.